# Players Tour Championship 2012/2013 – Turniej finałowy
Players Tour Championship 2012/2013 – Turniej finałowy − ostatni, finałowy turniej z cyklu 13 rankingowych turniejów Players Tour Championship, rozegrany w Bailey Allen Hall w Galway (Irlandia) w dniach 12–17 marca 2013 roku.
W finale turnieju zwyciężył Ding Junhui, który pokonał Neila Robertsona 4−3.

## Nagrody i punkty rankingowe
Ta sekcja zostanie uzupełniona w najbliższym czasie

## Drabinka turniejowa
Ta sekcja zostanie uzupełniona w najbliższym czasie

## Finał
Ta sekcja zostanie uzupełniona w najbliższym czasie

## Breaki stupunktowe turnieju
Ta sekcja zostanie uzupełniona w najbliższym czasie